# 小林好日
小林 好日（こばやし よしはる、1886年8月19日 - 1948年2月11日）は、日本の国語学者。室町時代以降の文法史、東北地方の方言の語彙的研究で知られている。

## 来歴
東京生まれ。東京府立第一中学校、旧制第一高校、東京高等師範学校を経て、1912年、東京帝国大学文科大学卒業。専門は国語学。1926年 - 1927年、旧制鎌倉中学（現：鎌倉学園）校長。東洋大学、東京女子大学講師などを経て、1934年に東北帝国大学教授に就任。1946年、京都帝国大学より文学博士。論文の題は『方言語彙学的研究』。
著書に『国語学概論』（1930）、『国語学の諸問題』（1941）、『標準語法精説』（1922）、『国語国文法要義』（1927）、『日本文法史』（1936）、『東北の方言』（1944）他。校長時代に、鎌倉学園校歌を作詞。
東北大学史料館（宮城県仙台市）において「小林好日文書」（講義ノート、受講ノート等）が保存・公開されている。

## 著書
- 『標準語法精説』育英書院 1922
- 『吉野拾遺』校註 丙午出版社 1923
- 『新体国語法精説』大同館書店 1924
- 『金槐集評釈』厚生閣書店 1927
- 『国語資料現代詩鑑賞』東洋図書 1927
- 『国語国文法要義』京文社 1927
- 『国語学概論』万上閣 1930
- 『日本文法史』刀江書院 1936
- 『国語学の諸問題』岩波書店 1941
- 『国語学通論』弘文堂書房 1944
- 『東北の方言』三省堂 1944
- 『方言語彙学的研究』岩波書店 1950